# Kurk Lee
Kurk Marvin Lee (Baltimora, 3 giugno 1967) è un ex cestista statunitense, professionista nella NBA e in Europa.

## Palmarès

### Squadra
- Campionato finlandese: 3

ToPo Helsinki: 1995-96, 1996-97, 1997-98
- Coppa di Finlandia: 2

ToPo Helsinki: 1996, 1997

### Individuale
- Korisliiga MVP straniero: 1

ToPo Helsinki: 1996-1997
- Miglior tiratore di liberi IBL (2000)